# Lamazintla
Lamazintla är en ort i Mexiko.   Den ligger i kommunen Chilapa de Álvarez och delstaten Guerrero, i den sydöstra delen av landet, 200 km söder om huvudstaden Mexico City. Lamazintla ligger 1 705 meter över havet och antalet invånare är 384.
Terrängen runt Lamazintla är kuperad, och sluttar västerut. Runt Lamazintla är det ganska glesbefolkat, med 42 invånare per kvadratkilometer. Närmaste större samhälle är Chilapa de Alvarez, 7,2 km väster om Lamazintla. I omgivningarna runt Lamazintla växer huvudsakligen savannskog.